# Bigej
Bigej är en ö i Marshallöarna.   Den ligger i kommunen Kwajalein, i den västra delen av Marshallöarna, 400 km nordväst om huvudstaden Majuro. Arean är 0,64 kvadratkilometer.
Terrängen på Bigej är mycket platt. Öns högsta punkt är 17 meter över havet. Den sträcker sig 2,6 kilometer i nord-sydlig riktning, och 0,7 kilometer i öst-västlig riktning.